# Condado de Avon

Ubicación del condado de Avon.

El condado de Avon fue un condado del sudoeste Inglaterra, ubicado en torno a la cuenca del río Avon. Fue constituido en 1974 y abolido en 1996.
Estaba formado por el condado y la ciudad de Bristol y áreas de los condados de Gloucestershire y Somerset, y subdividido en seis distritos: Bristol, Bath, Northavon, Kingswood, Woodspring y Wansdyke. Por el norte limitaba con Gloucestershire, por el oriente con Wiltshire, por el sur con Somerset y por el occidente colindaba con el Canal de Bristol.
Su superficie era de 1347 km² y llegó a tener 919 800 habitantes (1991). Entre las ciudades y localidades que estaban en su jurisdicción se pueden mencionar a Bristol, Bath, Weston-super-Mare, Yate, Clevedon, Midsomer Norton, Radstock, Bradley Stoke, Nailsea, Yatton, Keynsham y Thornbury.
La existencia del condado no fue muy popular: la población de Bristol se resintió por haber perdido su categoría de condado y los habitantes de las áreas que pertenecían a Gloucestershire y de Somerset no estaban de acuerdo con haber sido separados de sus condados tradicionales.
En 1996 el Condado de Avon fue disuelto y su territorio repartido en cuatro autoridades unitarias: la ciudad y el antiguo condado de Bristol, South Gloucestershire, North Somerset y Bath and North East Somerset. El cuerpo de bomberos y algunas otras instituciones continúan funcionando de forma unificada.
- Datos: Q929902
- Multimedia: Avon (county) / Q929902